# Distrikt San Miguel de Acos
Der Distrikt San Miguel de Acos liegt in der Provinz Huaral in der Region Lima in Peru. Der Distrikt wurde am 31. Dezember 1956 gegründet. Er besitzt eine Fläche von 41,6 km². Beim Zensus 2017 wurden 692 Einwohner gezählt. Im Jahr 1993 lag die Einwohnerzahl bei 780, im Jahr 2007 bei 754. Verwaltungssitz ist die 1576 m hoch gelegene Ortschaft Acos mit 566 Einwohnern (Stand 2017). Acos liegt an der Einmündung des Río Carac in den Río Chancay knapp 50 km ostnordöstlich der Provinzhauptstadt Huaral. Auf einem Höhenkamm im äußersten Süden des Distrikts befindet sich der archäologische Fundplatz Chiprac.

## Geographische Lage
Der Distrikt San Miguel de Acos liegt in der peruanischen Westkordillere im zentralen Südosten der Provinz Huaral. Der Río Chancay durchquert den äußersten Nordwesten des Distrikts in westlicher Richtung.
Der Distrikt San Miguel de Acos grenzt im Süden an den Distrikt Atavillos Bajo, im Westen an den Distrikt Lampián, im Norden an den Distrikt Veintisiete de Noviembre sowie im Nordosten an den Distrikt Atavillos Alto.